# إدغار ماير (أستاذ جامعي)
إدغار ماير (بالألمانية: Edgar Meyer) هو رسام نمساوي، ولد في 5 سبتمبر 1853 في إنسبروك في النمسا، وتوفي في 20 فبراير 1925 في Aldrans ‏ في النمسا.